# Gare de Steenbecque
Gare de Steenbecque vasútállomás Franciaországban, Steenbecque településen.

## Vasútvonalak
Az állomást az alábbi vasútvonalak érintik:
- Arras–Dunkirk-vasútvonal

## Kapcsolódó állomások
A vasútállomáshoz az alábbi állomások vannak a legközelebb:
- Gare de Thiennes
- Gare d’Hazebrouck